# St-Gervais-St-Protais (Paris)

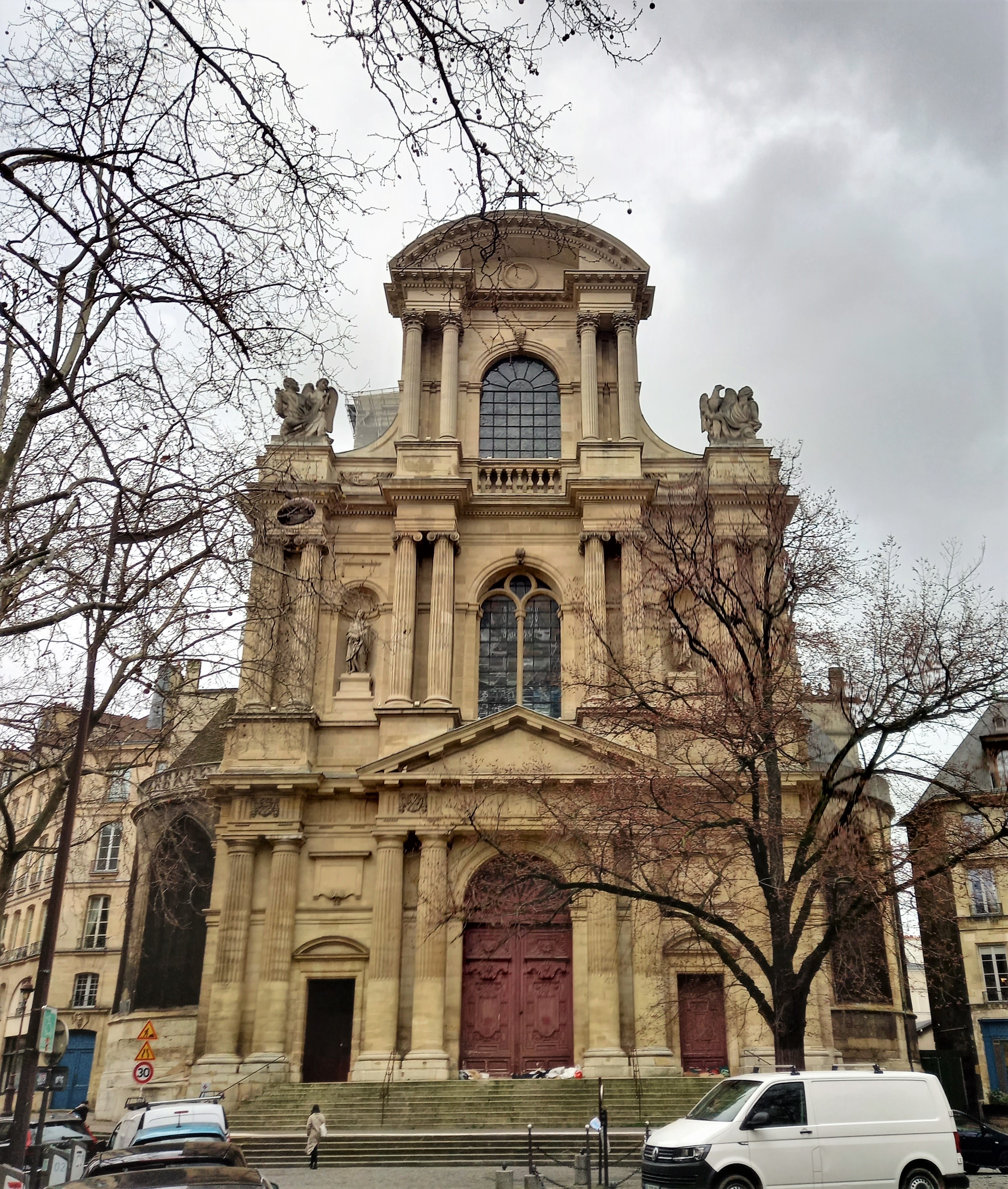
Fassade im Style classique

Saint-Gervais-Saint-Protais ist eine in Paris (4. Arrondissement) hinter dem Hôtel de Ville gelegene Pfarrkirche. Der Name verweist auf die Heiligen Gervasius und Protasius.

## Geschichte

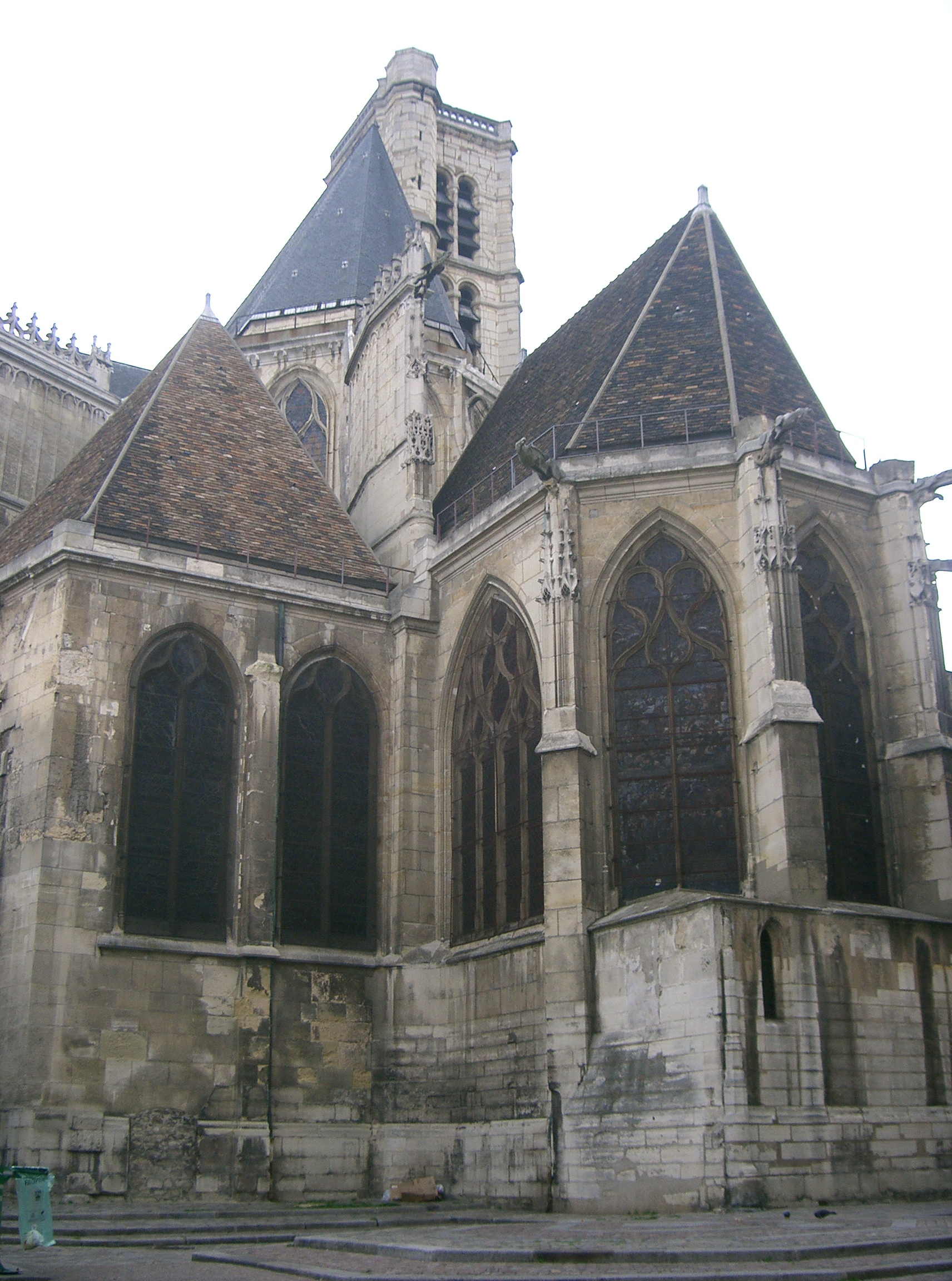
Blick auf den Chor

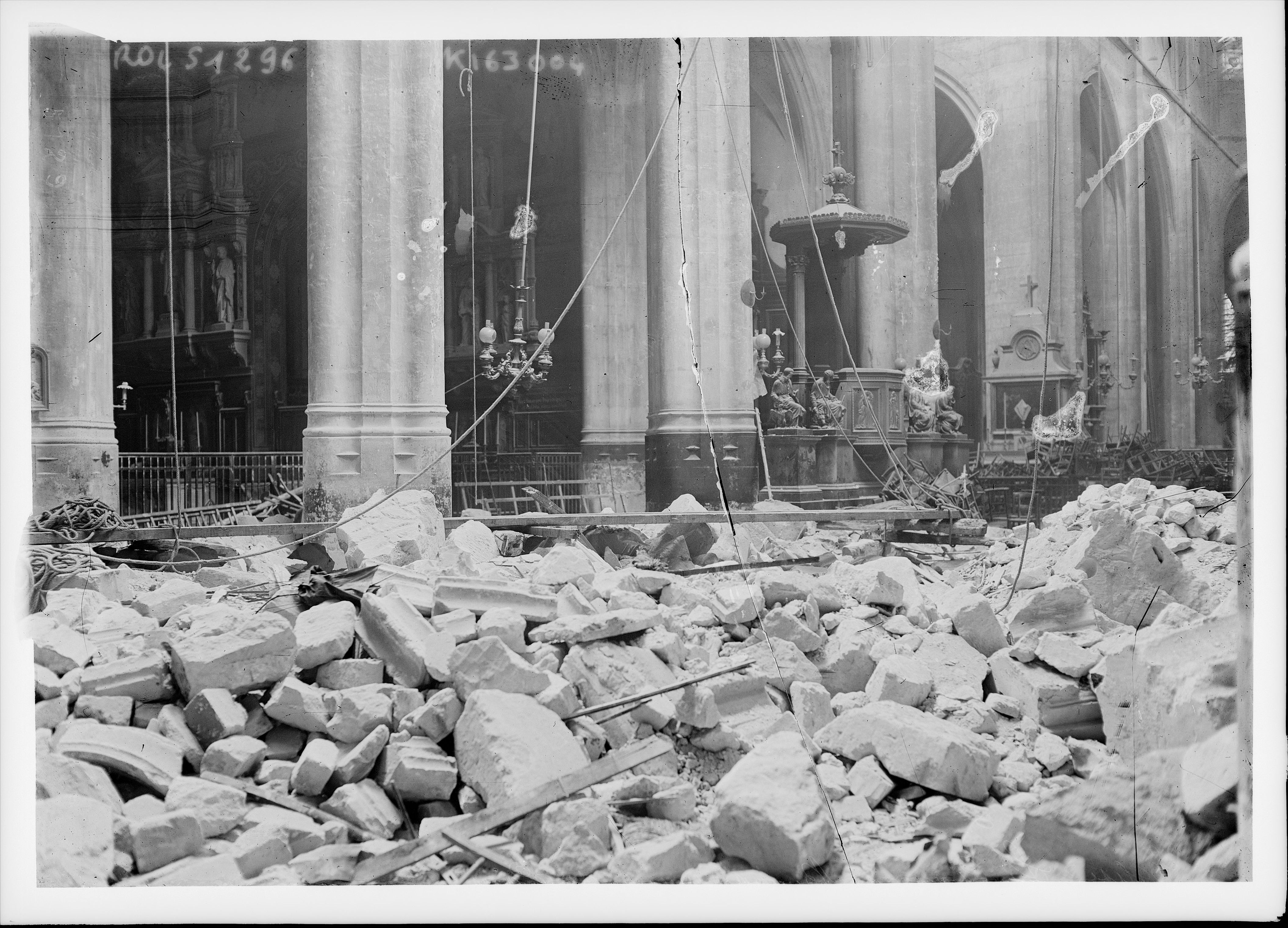
Die Kirche nach der Bombardierung, 29. März 1918

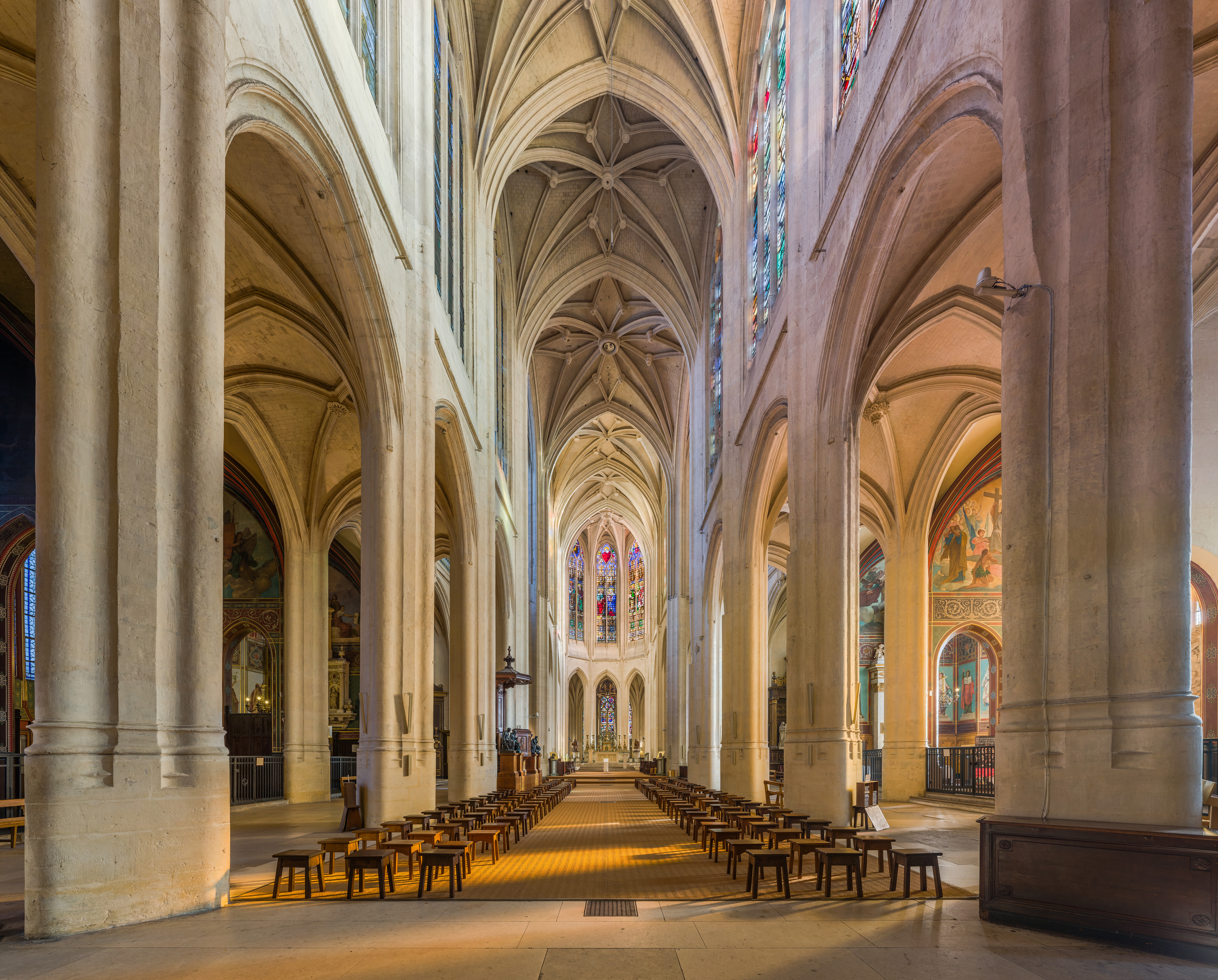
Innenraum nach Osten

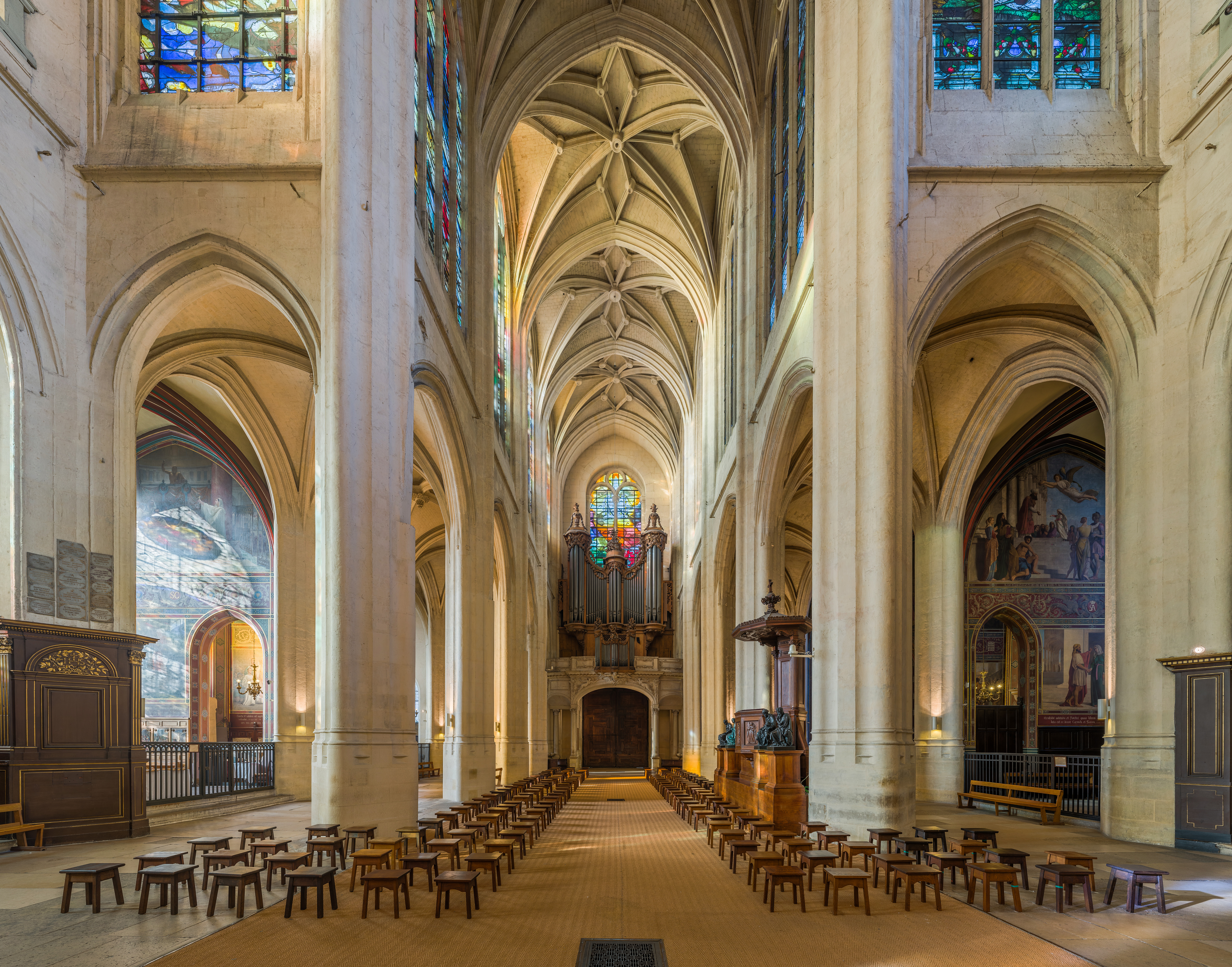
Blick durch das Langhaus nach Westen

An derselben Stelle wurde in den Jahren 1212 bis 1420 eine Vorgängerkirche gebaut.
Der gotische Kirchenbau, eine dreischiffige Basilika mit Querhaus und tief fluchtendem Umgangschor, wurde ab 1494 errichtet. Der Chor wurde 1540 und die Arme des Querschiffs im Stil der Renaissance 1578 fertiggestellt. An der Ausstattung des Querschiffs war die Glasmalerwerkstatt Pinaigrier beteiligt.
Das Hauptschiff mit einer Länge von ca. 76 m wurde um das Jahr 1600 vollendet. Langhaus und Chor haben spätgotische Sterngewölbe.
Die  Fassade der Kirche entstand in den Jahren 1616 bis 1621. Sie wurde erbaut von Salomon de Brosse (1571–1626), dem Architekten des Palais du Luxembourg, und markiert den Beginn des Style classique. Diese französische Spielart des Barock hält am Gliederungsgedanken der Renaissance fest (dreigeschossiger Aufriss, größere Nüchternheit gegenüber dem Barock römischer Prägung). In einigen Quellen wird die Autorschaft der Entwürfe der Fassade dem Architekten Clément II. Métezeau (1581–1652), einem Mitarbeiter Brosses, zugeschrieben.
Zu den Sehenswürdigkeiten der Kirche gehören Bleiglasfenster aus der Renaissance, insbesondere das Wurzel-Jesse-Fenster. Neben Fenstern aus dem 15. und 16. Jahrhundert finden sich solche aus dem 19. Jahrhundert sowie einige abstrakte Fenster, die Mitte des 20. Jahrhunderts von der Glasmalerin Sylvie Gaudin gestaltet wurden.
Im Ersten Weltkrieg traf während des Karfreitagsgottesdienstes am 29. März 1918 das Geschoss eines deutschen sogenannten „Parisgeschützes“ das Dach des Kirchengebäudes, worauf das Gewölbe einstürzte. Es waren 88 Tote und 68 Verwundete zu beklagen.

## Gemeinschaften von Jerusalem (Fraternité de Jérusalem)
Die Kirche wurde 1975 vom Ortsbischof an die Fraternité de Jérusalem zur Nutzung übergeben.

## Orgel

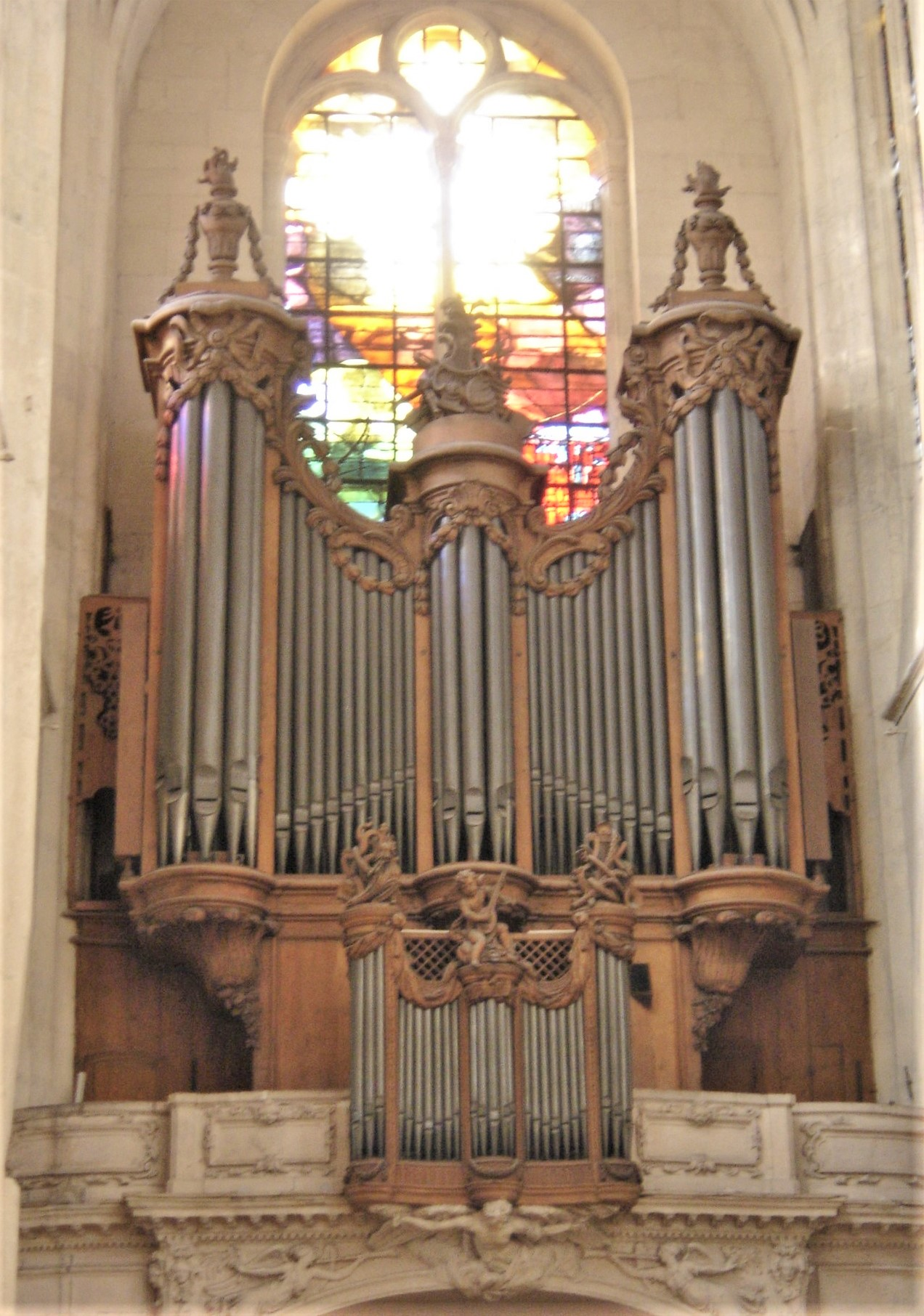
Prospekt der Hauptorgel

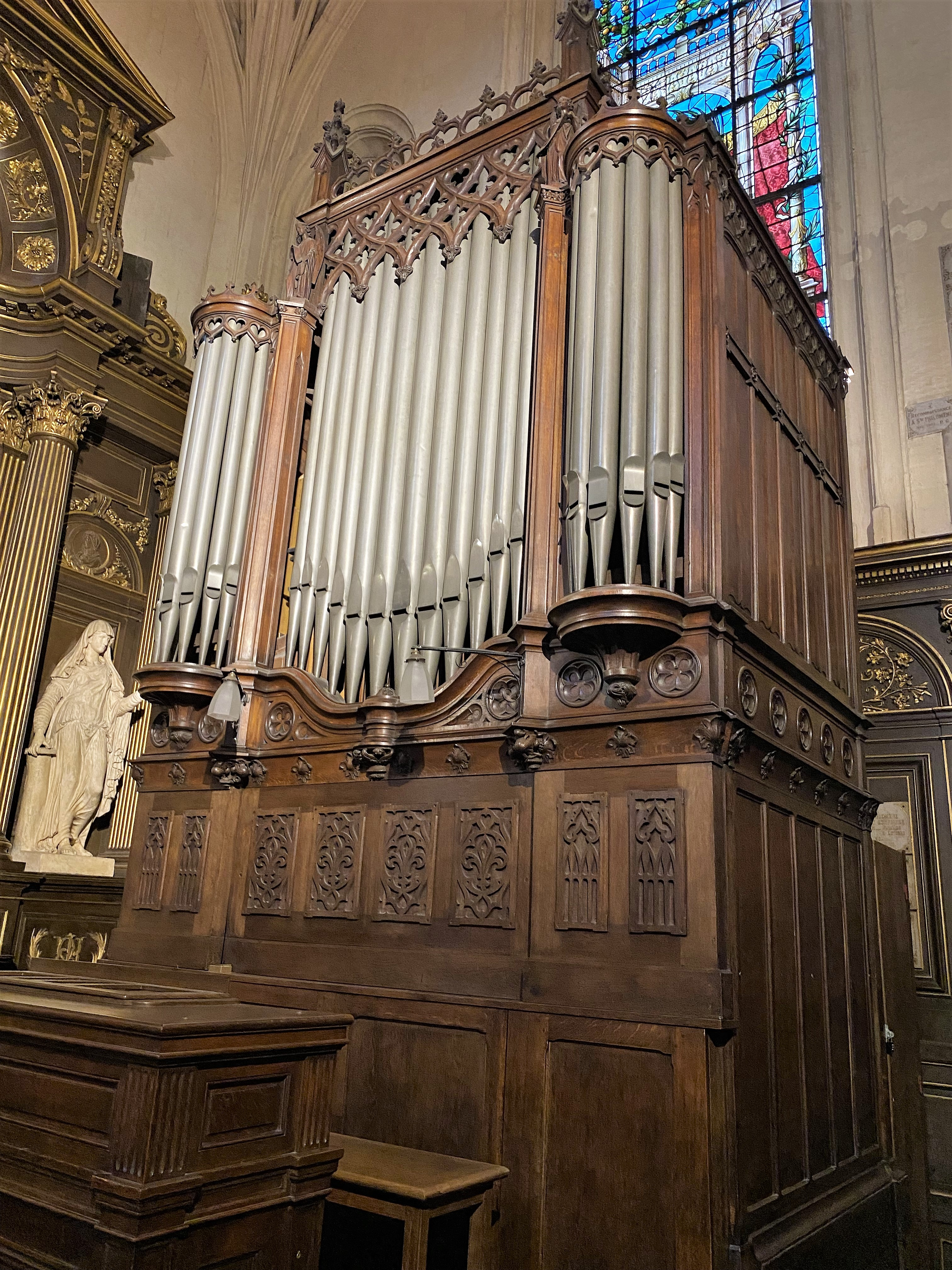
Chororgel

Die Hauptorgel wurde im 17. Jahrhundert von dem Orgelbauer Thierry erbaut, und mehrfach umgestaltet. 1653 bis 1827 hatten Mitglieder der Musikerfamilie Couperin, darunter Louis, François und Céleste-Thérèse Couperin, das Organistenamt an Saint Gervais inne. Das Instrument hat heute 41 Register auf fünf Manualen und Pedal. Die Spiel- und Registertrakturen sind mechanisch.
| I Positif C–d3 |             |        |
| 1.             | Montre      | 8′     |
| 2.             | Bourdon     | 8′     |
| 3.             | Montre      | 4′     |
| 4.             | Doublette   | 2′     |
| 5.             | Tierce      | 1 3⁄5′ |
| 7.             | Larigot     | 1 ⁄3′  |
| 8.             | Plein-Jeu V |        |
| 9.             | Trompette   | 8′     |
| 10.            | Cromorne    | 8′     |
| 11.            | Clairon     | 4′     |
|                | Tremblant   |        |

| II Grand Orgue C–d3 |                      |         |
| 12.                 | Montre               | 16′     |
| 13.                 | Bourdon              | 16′     |
| 14.                 | Montre               | 08′     |
| 15.                 | Bourdon              | 08′     |
| 16.                 | Dessus de flûte      | 08′     |
| 17.                 | Prestant             | 04′     |
| 18.                 | Nasard               | 02 ⁄3′  |
| 19.                 | Quarte               | 02′     |
| 20.                 | Doublette            | 02′     |
| 21.                 | Tierce               | 01 3⁄5′ |
| 22.                 | Grosse fourniture II | 08′     |
| 23.                 | Fourniture III       | 01′     |
| 24.                 | Cymbale IV           | 02⁄3′   |
| 25.                 | Cornet V             | 08′     |
| 26.                 | Grosse trompette     | 08′     |
| 27.                 | Trompette            | 08′     |
| 28.                 | Voix humaine         | 08′     |
| 29.                 | Clairon              | 04′     |

| III Bombarde C–d3 |            |     |
| 30.               | Bombarde 0 | 16′ |

| IV Recit g0–d3 |            |     |
| 31.            | Cornet V 0 | 08′ |
| 32.            | Hautbois   | 08′ |

| V Echo c1–d3 |             |        |
| 33.          | Flûte       | 08′    |
| 34.          | Nasard      | 02 ⁄3′ |
| 35.          | Trompette 0 | 08′    |

| Pedale C–d1 |            |     |
| 36.         | Bourdon    | 16′ |
| 37.         | Flûte      | 08′ |
| 38.         | Flûte      | 04′ |
| 39.         | Bombarde 0 | 16′ |
| 40.         | Trompette  | 08′ |
| 41.         | Clairon    | 04′ |

- Koppeln: I/II